# アナスタシア・クビトコ
アナスタシア・クビトコ（Anastasia Kvitko、1994年11月25日 - ）は、ロシア出身のファッションモデル。アメリカ合衆国在住。ロシア版キム・カーダシアン（Russia's Kim Kardashian）と呼ばれることもある。

## 経歴
1994年11月25日、カリーニングラード州カリーニングラードに生まれる。少女時代は陸上の練習にいそしむ。
2011年、ファッション写真家のAnvar Norovに見出される。キャリア開始のきっかけ。モスクワに移り、ファッション撮影を行う。
2015年末、Kanye West Clothing社の求めに応じ米国に移住。当時のモデルエージェンシーは彼女にもっと痩せるよう命じたが、彼女は従わなかった。
2016年、マイアミに移る。その後ロサンゼルスに移る。

## その他
彼女のボディーは整形していないナチュラルなものである(本人の発言)。ただし、異論を唱えるメディアも存在する。
九条ねぎは、目標にしているモデルとしてアナスタシア・クビトコとデミ・ローズを挙げたことがある。